# Béta Centauri
A Béta Centauri (β Cen, β Centauri, Beta Centauri, Hadar) a Kentaur csillagképben található, az égbolt tizenegyedik legfényesebb csillaga.
Magyarországról nem látható.

## Leírása
A Béta Centauri vizuális kettős. Párja, amit Hadar B-nek nevezhetünk, 3,9 magnitúdós, és mindössze 0,5 szögmásodpercre van a fő csillagtól (2009), ezért nehéz megpillantani. A Hadar B 250 év alatt tesz egy keringést a fő csillag körül, legkisebb távolsága 110 CsE. A Napunknál több százszor fényesebb, forró, B8 színképosztályú.
A Béta Centauri azonban önmaga is kettőscsillag, ezt interferometriai mérésekkel mutatták ki. A Hadar A két, egymáshoz nagyon hasonló csillagból áll (RBT 1 Aa,Ab (WDS), melyek egymás körül 357 napos keringési idővel keringenek. Átlagos távolságuk egymástól 2,59 CsE, de a pálya erősen elliptikus. A legközelebbi pontnál 0,46 CsE távolságra vannak egymástól (ez annyi, mint a Nap-Merkúr távolság), a legtávolabbi ponton pedig 4,72 CsE távolságra (ez a Nap-Jupiter távolságnak felel meg). A csillagok tömege 10,7, illetve 10,3 naptömeg. Abszolút fényességük –3,85, illetve –3,70. Átmérőjük a Napénak 8-szorosa. A pár legalább egyik tagja (de lehet, hogy mindkettő) Béta Cephei típusú változócsillag. Fényességük kevéssé változik, ennek periódusideje 4 óra. Mindkettő fényességi osztálya III, B1 színképű óriás. Felszíni hőmérsékletük 22 000-25 000 K között lehet.
A távoli jövőben a Hadar A csillagai vörös óriássá válnak. Egyikük vagy mindkettő szupernovává válhat, vagy fehér törpék lesznek.

## Történetei
Az Afrika déli részén élő busmanok szerint az Alpha Centauri és Béta Centauri „olyan férfiak, akik valamikor oroszlánok voltak”.

## Nevének eredete
Az ókori Kínában a neve „Mah Fuh”, aminek jelentése R. H. Allen szerint „a ló hasa”.
Gyakori név a Hadar és az Agena. Az Agena modern név, először a 19. században alkalmazták. Bár R. H. Allen nem közli a jelentését, más tudósok szerint a név a görög alfa és a latin genu kombinációja (=térd). A „térd” vonatkozás onnan ered, hogy Klaudiosz Ptolemaiosz a Béta Centaurira úgy tekintett, mint ami a Kentaur első bal lábát jelzi. A kezdőbetű azonban, ami az alfa betűből származik, téves, hiszen abban a csillagképben nem ez a legfényesebb csillag.
A Hadar gyakrabban használt név a Béta Centaurira, mint az Agena. Paul Kunitzsch szerint a régi arabok adták a hadari és al-wazn neveket egy csillagpárnak, de a későbbi, tudós arabok a késő középkorban ezeket a csillagokat az Alfa/Béta Centauri, vagy az Alfa/Béta Leporis nevekkel illették (Lepus - nyúl). Jóval később (és „önhatalmúlag”, teszi hozzá Kuntizsch) a Hadar nevet kezdték alkalmazni a Béta Centaurira. Kunitzsch szerint a hadari egy tulajdonnév, aminek nem ismert a jelentése. R. H. Allen fordítása szerint: „talaj” (vagy „föld”). Ez abból eredhetett, hogy az arab megfigyelők számára nem sokkal a talaj fölött volt látható.
Guy Ottewell művében („Astronomical Companion”) a Hadar nevet az arab al-Hadar szóból származtatja, aminek jelentése: „benépesített föld” (szemben a sivataggal - jegyzi meg Ottewell).

## Megfigyelése
Csak a déli féltekéről látható, a Dél Keresztje csillagképtől keletre található (a közelebbi csillag).